# János Szirmai
János Alexander Szirmai (Keť (Slowakije), 18 maart 1925 - Arnhem, 2 december 2014) was een Nederlands hoogleraar en boekbinder.

## Biografie
Szirmai studeerde in 1942 en 1943 schilder- en tekenkunst, maar stapte over naar de studie medicijnen in Boedapest en Bratislava. Na de Tweede Wereldoorlog vestigde hij zich in 1947 in Nederland, studeerde daar in 1951 af in de medicijnen en werd later buitengewoon hoogleraar te Leiden (Histofysiologie) en Rotterdam (Celbiologie, histologie en microscopische anatomie).
In 1971 stopte hij met zijn medische loopbaan om zich verder geheel aan de boekbindkunst te wijden; veel van zijn boekbanden werden bekend als gemaakt door Studio Ars Libri. Hij volgde de bekende boekbindopleiding aan de Legatoria Artistica te Ascona. Hij won vervolgens verschillende internationale prijzen, in 1986 de Prix international de reliure d'art Germaine de Coster.
In 2006 kreeg hij de Yad Vashem-medaille voor zijn hulp aan joden in Boedapest in 1944.